# Snøbjørga
Die Snøbjørga (norwegisch für Schneeberg) ist eine Klippe aus Fels und Eis im ostantarktischen Königin-Maud-Land. Sie liegt auf der Ostseite des Stuttflogbreen am Luz-Rücken im Mühlig-Hofmann-Gebirge.
Norwegische Kartografen gaben der Klippe ihren Namen und kartierten sie anhand von Vermessungen und Luftaufnahmen der Dritten Norwegischen Antarktisexpedition (1956–1960).